# Lluny del cel
 Lluny del cel  (original: Far from Heaven) és una pel·lícula estatunidenca dirigida per Todd Haynes estrenada el 2002. Ha estat doblada al català.

## Argument
Cathy Whitaker és una mare i una mestressa de casa model. El seu marit, Frank té un treball important. La seva vida sembla perfecta en aparença, fins al dia en què el seu matrimoni es desploma i que Cathy és abandonada per les seves amigues. Però somriu sempre per assumir aquest canvi.
Desenvolupant-se en els anys 1950 a Connecticut, tracta de les diferències de classe, del sexisme, del racisme i de l'homosexualitat.

## Una referència aDouglas Sirk
Lluny del paradís s'acosta molt al melodrama de Sirk, tant des del punt de vista narratiu com estilístic.
Primer de tot, la trama narrativa fa directament referència a All That Heaven Allows: una dona de la burgesia americana s'enamora del seu jardiner. Haynes reprèn el principi d'antítesi a Sirk, però adaptant-lo a les preocupacions de l'època. En efecte, a la pel·lícula de Sirk, el jardiner era més jove que ella. A la pel·lícula d'Haynes, no és l'edat el que separa els dos individus, sinó el color de pell. Utilitzant el tema del racisme, Haynes reprèn un tema important per Sirk: el del racisme ( Imitació de la vida ). Reprèn igualment el tema de l'homosexualitat, que era més latent a Sirk (Rock Hudson i Ross Hunter, actors fetitxes de Sirk, eren homosexuals).
Com Sirk, Haynes basa la seva història en les antítesis: ciutat/camp, passat/modernitat, rics/pobres, marit/dona, individu/societat, blancs/negres, cap tràgic/personatge fort.
Pel que fa a l'estètica, Haynes reprèn els colors brillants de Sirk que repeteix els motius temàtics i emocionals. Explota igualment les decoracions simbòliques de Sirk, molt particularment les escales (que evoquen la temptació d'elevar-se); i les finestres i els miralls, que revelen la verdadera cara dels individus.

## Repartiment
- Julianne Moore: Cathy Whitaker
- Dennis Haysbert: Raymond Deagan
- Dennis Quaid: Frank Whitaker
- Patricia Clarkson: Eleanor Fine
- Viola Davis: Sybil
- Johnathan McClain
- James Rebhorn: Doctor Bowman
- Bette Henritze: Sra. Leacock
- Michael Gaston: Stan Fine
- Ryan Ward: David Whitaker
- Celia Weston: Mona
- June Squibb: Anciana

## Premis i nominacions

### Premis
- 2002. Copa Volpi per la millor interpretació femenina per Julianne Moore

### Nominacions
- 2002. Lleó d'Or
- 2003. Oscar a la millor actriu per Julianne Moore
- 2003. Oscar a la millor fotografia per Edward Lachman
- 2003. Oscar al millor guió original per Todd Haynes
- 2003. Oscar a la millor banda sonora per Elmer Bernstein
- 2003. Globus d'Or a la millor actriu dramàtica per Julianne Moore
- 2003. Globus d'Or al millor actor secundari per Dennis Quaid
- 2003. Globus d'Or al millor guió per Todd Haynes
- 2003. Globus d'Or a la millor banda sonora per Elmer Bernstein